# 1.º Regimento Canadense
O 1.° Regimento Canadense, um regimento Continental adicional, foi reunido por James Livingston para apoiar os esforços coloniais na Guerra Revolucionária Americana durante a invasão do Quebec. Livingston recrutou homens de Chambly, Quebec, logo em Setembro de 1775, mas a designação regimental formal só foi feita por Richard Montgomery a 20 de Novembro de 1775, com reconhecimento do Segundo Congresso Continental após 8 de Janeiro de 1776. O regimento, que nunca se aproximou do tamanho autorizado de 1.000 homens, entrou em ação principalmente no teatro canadense e em Nova Iorque, e foi dissolvido a 1 de Janeiro de 1781, em King's Ferry, Nova Iorque.

## Formação
Em Setembro de 1775, as forças coloniais sob o comando de Philip Schuyler e Richard Montgomery atravessaram para o Quebec com o objetivo de expulsar as forças militares britânicas de Montreal e Quebec. Guy Carleton, o governador britânico e comandante militar, tinha fortificado o Forte Saint-Jean como a principal defesa de Montreal. As forças coloniais, preparando-se para sitiar o forte, procuraram apoio local. James Livingston, um comerciante de cereais que morava perto de Chambly, a cerca de 10 milhas (16 km) de Saint-Jean, reuniu uma milícia local, que em Outubro ajudou no cerco e captura do Forte Chambly e na captura de provisões destinadas aos sitiados em movimento no Rio Richelieu.
Após a queda de Montreal, Livingston foi autorizada por Montgomery em 20 de Novembro a reunir um regimento para ajudar no próximo ataque à cidade de Quebec. Em oito dias, ele recrutou aproximadamente 200 homens. O regimento recebeu o reconhecimento formal do Segundo Congresso Continental em 8 de Janeiro de 1776.
O regimento, no início, consistiu numa mistura de Canadenses, Acadianos e Anglófonos.
Dois dos irmãos de Livingston serviram no regimento. Richard Livingston era um tenente-coronel, e Abraham serviu como capitão.

## Serviço

### Quebec
Quando o exército de Montgomery chegou ás redondezas de Quebec, o regimento consistia em dois a trezentos Canadianos. Em 31 de Dezembro de 1775, o regimento foi encarregado de criar uma diversão na porta de São João, para desviar a atenção britânica dos ataques principais, liderados por Benedict Arnold e Richard Montgomery, que foram dirigidos para a Baixa da cidade. As diversões não funcionaram, e a batalha terminou de forma desastrosa para os americanos, com Montgomery morto, Arnold ferido e cerca de 400 homens presos.
Os restos do exército, então sob o comando de Arnold, sitiaram a cidade até maio de 1776, quando os reforços britânicos começaram a chegar, forçando os americanos a uma retirada em pânico. A retirada terminou em Sorel em 20 de maio, onde foram recebidos por reforços e eventualmente colocados sob o comando do General John Sullivan.

### Trois-Rivières
Na noite de 7 de Junho de 1776, o regimento de Livingston fazia parte de uma força de cerca de 2.000 sob o Brigadeiro-general William Thompson que regressou de Sorel a Trois-Rivières para expulsar o que eles acreditavam ser 300 a 600 tropas britânicas do Quebec. Em vez disso, quando chegaram perto de Trois-Rivières, eles encontraram a vanguarda da contra-ofensiva britânica, totalizando vários milhares. Depois de uma breve escaramuça, as forças americanas foram quebradas e fizeram uma retirada desorganizada de volta para Sorel.
Após esta batalha, o regimento recuou com o resto do exército para o Forte Ticonderoga. Embora o regimento nunca tenha sido particularmente grande (Livingston nunca teve mais de algumas centenas de homens), a retirada de Quebec deixou o regimento muito reduzido, já que qualquer pessoa que fosse da província provavelmente não conseguiria regressar.

### Nova Iorque
Após o retorno do exército a Ticonderoga, foi atribuído ao regimento o dever de guarnição no estado de Nova Iorque, principalmente nos vales Mohawk e Schoharie, para que pudesse ser reorganizado. Durante este período, Livingston ficou conhecido por recrutar na cidade de Nova York. Após a invasão de Burgoyne do Quebec em 1777, o regimento foi movido para o vale superior do Rio Hudson. Em Agosto de 1777, o regimento foi atribuído a Benedict Arnold na sua expedição para o alívio do Cerco do Forte Stanwix. Em seguida, entrou ao serviço em ambas as Batalhas de Saratoga.

### Rhode Island
O regimento entrou em  ação na Batalha de Rhode Island em 1778.

### Guarnição
Durante o resto da guerra, o regimento teve o dever de guarnição em Nova Iorque. Mais notavelmente, o coronel Livingston estava no comando em Verplanck's Point no Rio Hudson em Setembro de 1780 e desempenhou um papel crucial na descoberta da traição de Benedict Arnold. Enquanto estavam de guarda, as suas tropas dispararam contra o navio de guerra britânico Vulture, obrigando o navio a retirar-se para o sul. O navio tinha trazido o Major John André para se encontrar com o general Arnold, que estava no comando em West Point. Como o navio tinha sido desviado, André foi forçado a tentar viajar por terra para Nova Iorque, quando foi capturado não muito longe das linhas britânicas perto de Tarrytown com documentos incriminatórios em sua posse. André foi enforcado como um espião, e Arnold, uma vez descoberta a sua trama, conseguiu escapar para as linhas britânicas.

## Dissolução
O regimento foi dissolvido como parte de uma grande reorganização em 1º de janeiro de 1781, em King's Ferry, Nova Iorque. Os membros que permaneceram em serviço foram atribuídos para o 2º Regimento Canadense.